# スズキ・ウルフ125
ウルフ125（うるふ125）は、かつて鈴木自動車工業（現スズキ）が製造販売した自動二輪車である。仕向地によって呼称が変わり、北米と欧州ではT125 Stinger、豪州と仏国ではFlying Leopard.とも呼ばれた。
1968年（昭和43年）10月開催の東京モータショーで、ウルフ90と共に初公開された。
エンジンの腰上部分を除く大半の部品を、同系の2気筒エンジンを搭載したウルフ90と共用する。
外観は野心的なもので、トリフォームと呼ばれるフレームに吊られたエンジンは水平近くまで寝かせられてい、排気管はスクランブラーのように、左右の高い位置まで取り回されていた。また、ハウジングを廃止して灯体を露出した独特なヘッドランプや、クラス初のセパレート・タイプのスピードメーターなどを採用している。
輸出仕様には、MK2と呼ばれるハンドルバーや排気管を一部改良されたモデルが存在する。

## 脚註